# 皇家維多利亞鏈章
皇家維多利亞鏈章（英語：Royal Victorian Chain）是於1902年由英王愛德華七世作為私人封賞創立的獎章，即君主不必征詢任何英聯邦王國政府的建議便可自行授予獎章。皇家維多利亞鏈章的等級位居皇家維多利亞勳章之上；兩者的名字雖然相似，但實際上並無任何關聯。鏈章原本是為王室成員而設，現在則改為向外國君主、國家元首，以及坎特伯里大主教等高級官員授予的獎章。

## 歷史
皇家維多利亞鏈章於1902年由英王愛德華七世創立，其當時是皇家維多利亞勳章的最高等級，但現在已非後者的附屬部分。愛德華七世是為紀念母親維多利亞女王而設立了此鏈章，並將其定為授予君主、王子、王室成員及傑出的英國臣民的私人封賞。
1902年8月11日，英王愛德華七世在其加冕禮舉行的兩天後在一個私人場合上向負責主持加冕禮的時任坎特伯里大主教弗雷德里克·坦普爾頒授了皇家維多利亞鏈章，為鏈章第一次的授勳記錄。皇家維多利亞鏈章的第一批獲授勳者包括了愛德華七世的兒子威爾斯親王喬治（即喬治五世）和弟弟亞瑟王子。

## 設計
皇家維多利亞鏈章以黃金製成，配以都鐸玫瑰、薊花、三葉草和蓮花圖案的裝飾（分別代表英格蘭、蘇格蘭、愛爾蘭和印度）。鏈章上以黃金花環圍繞著一頂紅色搪瓷皇冠，以及同樣材質的愛德華七世「ERI」皇家花押，下方則懸掛有鏈章的徽章。
男性受勳者可以直接將鏈章戴在衣領上；女性受勳者則會將四個花卉圖案和鏈條固定於與綬帶同色的蝴蝶結絲帶上，並將其佩戴在左肩。英女王伊莉莎白二世的妹妹斯諾登伯爵夫人瑪格麗特公主在晚年卻選擇跟隨男性的做法，將她的鏈章戴在衣領上。
鏈章的徽章是一個黃金和白色搪瓷材質的馬爾他十字；十字中間為一枚帶有皇冠的橢圓形小獎章，其正中央的紅色搪瓷上寫有維多利亞女王的「VRI」皇家花押，圍繞著花押的藍色搪瓷圓環則寫有維多利亞的英文「VICTORIA」。皇冠和花押兩者皆飾有鑽石。

## 受勳資格
皇家維多利亞鏈章的受勳者並不會獲得任何敬稱、頭銜或勳銜，亦不會在英聯邦王國的排位名單中獲得較高順位，但其本身卻代表著來自君主的榮譽與尊敬。鏈章可以被授予任何個人，無論性別與國籍。
由於加拿大公民根據尼克爾決議不可被授予任何勳銜，皇家維多利亞鏈章被視為加拿大公民可以獲得的最高榮譽。至今只有前加拿大總督文森特·梅西和羅蘭·米切納兩名加拿大公民曾獲頒授皇家維多利亞鏈章。
皇家維多利亞鏈章須在受勳者去世後歸還予英國王室。

## 在世受勳者列表
- 皇家維多利亞鏈章君主:查理斯三世

| 受勳者                                  | 身份                           | 受勳年份 | 年齡 |
| --------------------------------------- | ------------------------------ | -------- | ---- |
| 女王瑪格麗特二世 LG                     | 丹麥女王                       | 1974     | 84   |
| 國王卡爾十六世·古斯塔夫 KG              | 瑞典國王                       | 1975     | 78   |
| 碧翠斯女王爵 LG GCVO                    | 前荷蘭女王                     | 1982     | 87   |
| 安東尼奧·拉馬爾霍·埃亞內斯 GCB          | 前葡萄牙總統                   | 1985     | 90   |
| 國王胡安·卡洛斯一世 KG                  | 前西班牙國王                   | 1986     | 87   |
| 國王哈拉爾五世 KG GCVO                  | 挪威國王                       | 1994     | 88   |
| 艾爾利伯爵 KT GCVO PC JP                | 前宮務大臣（1984－1997）       | 1997     | 98   |
| 克利夫頓的凱里勳爵 PC                   | 前坎特伯里大主教（1991－2002） | 2002     | 89   |
| 奥斯特茅斯的威廉斯勳爵 PC FBA FRSL FLSW | 前坎特伯里大主教（2002－2012） | 2012     | 74   |
| 皮爾伯爵 GCVO PC DL                     | 前宮務大臣（2006－2021）       | 2021     | 77   |